# Wausa
Wausa – wieś w Stanach Zjednoczonych, w stanie Nebraska, w hrabstwie Knox.